# Tour de Suisse 1935
Die 3. Tour de Suisse fand vom 24. August bis 31. August 1935 statt. Die Radrundfahrt wurde in sieben Etappen über eine Distanz von 1708 Kilometern ausgetragen.
Gesamtsieger wurde der Franzose Gaspard Rinaldi. Das Rennen startete in Zürich mit 56 Fahrern, von denen 38 Fahrer am letzten Tag ebenfalls in Zürich ins Ziel kamen.

## Etappen
| Etappe    | Tag          | Start – Ziel        | km    | Etappensieger     | Gesamtwertung   |
| --------- | ------------ | ------------------- | ----- | ----------------- | --------------- |
| 1. Etappe | 25. August   | Zürich – St. Moritz | 242,9 | Benoît Faure      | Benoît Faure    |
| 2. Etappe | 26. August   | St. Moritz – Lugano | 223,6 | Werner Buchwalder | Benoît Faure    |
| 3. Etappe | 27. August   | Lugano – Luzern     | 205,4 | Alfred Bula       | Leo Amberg      |
| 4. Etappe | 28. August   | Luzern – Genf       | 286,9 | Léon Level        | Leo Amberg      |
| 5. Etappe | 29. August   | Genf – Bern         | 249,8 | Adalino Mealli    | Gaspard Rinaldi |
| 6. Etappe | 31. August   | Bern – Olten        | 240,1 | Benoît Faure      | Gaspard Rinaldi |
| 7. Etappe | 1. September | Olten – Zürich      | 259,3 | Albert Büchi      | Gaspard Rinaldi |